# Carla Camurati
Carla de Andrade Camurati OMC (Rio de Janeiro, 14 de outubro de 1960) é uma cineasta, roteirista, produtora cultural e ex-atriz brasileira. Após destaque em novelas como Livre para Voar (1984) e Fera Radical (1988), deixou a carreira de atriz em 1994 para dedicar-se como cineasta, fundando a Copacabana Filmes e dirigindo diversos filmes desde então. Também se tornou uma influente produtora cultural, tendo presidido o Festival Internacional de Cinema Infantil e o Theatro Municipal do Rio de Janeiro entre 2007 e 2014.

## Biografia
Após uma premiada carreira como atriz de cinema e televisão, nos anos 80, a neta de norte-italianos Carla Camurati lançou-se como diretora, produtora, roteirista e distribuidora em 1995, com o longa-metragem Carlota Joaquina, Princesa do Brazil, filme que se tornou um marco da era da retomada da produção nacional. Foi o primeiro sucesso de público do cinema nacional na década de 1990, com participação em quarenta festivais e cerca de 1,5 milhão de espectadores conquistados graças a uma iniciativa de distribuição totalmente independente liderada pela própria Carla Camurati.
Antes de estrear na direção de longas, dirigiu dois curtas-metragens: A Mulher Fatal Encontra o Homem Ideal (1987) e Bastidores (1990). Em 1997, novamente dirigiu, escreveu e distribuiu um longa-metragem, La serva padrona, baseado na ópera de Pergolesi, primeiro filme-ópera do Brasil. A partir desse filme, começou a se dedicar à direção de óperas teatrais pelo Brasil, dentre elas Madame Butterfly de Puccini, em 1999, sob a regência de Isaac Karabtchevsky; Carmen de Bizet, em 2001, sob a regência de Jamil Maluf; O Barbeiro de Sevilha de Gioacchino Rossini, em 2003, sob a regência de Silvio Viegas; e Rita, de Donizetti, em 2007, sob a regência de Débora Valdman.
Em 2001, realizou seu terceiro filme, Copacabana, inspirado em histórias do famoso bairro carioca. É uma das sócias fundadoras e diretoras da Copacabana Filmes e Produções, produtora que, em mais de dez anos de atuação, estabeleceu-se como uma das mais renomadas do país na produção de peças teatrais, filmes, óperas, pós-produção cinematográfica, realização de eventos de promoção cultural, distribuição de cinema e, mais recentemente, também na produção de publicidade.
A partir de 2001, ampliou seu trabalho como produtora e distribuidora, abrindo a Copacabana Filmes também para títulos de outros diretores, como A Pessoa É para O Que Nasce (2004), de Roberto Berliner; e o documentário Janela da Alma (2002), de João Jardim e Walter Carvalho. Desde 2003 é uma das diretoras do FICI - Festival Internacional de Cinema Infantil que, em parceria com o circuito Cinemark, percorre oito cidades com filmes para crianças e títulos de diversas nacionalidades.
Dentro das iniciativas promovidas pelo Festival Infantil está o projeto "A tela na sala de aula", que leva os filmes para serem trabalhados em salas de aula da rede pública. Seu quarto filme, Irma Vap - O Retorno, inspirado na peça de grande sucesso O Mistério de Irma Vap, estreou em 2006. Em 2007, distribuiu o documentário Pro Dia Nascer Feliz, de João Jardim, que já atingiu a expressiva marca de mais de cinquenta e um mil espectadores.
Em 2007, assumiu a presidência da Fundação Theatro Municipal do Rio de Janeiro e comandou a reforma do teatro que durou cerca de 850 dias ao custo de 75 milhões de reais.
Na TV, destacou-se em novelas como Brilhante, Sol de Verão, Livre para Voar, Fera Radical e Brasileiras e Brasileiros.

## Vida Pessoal
De 1978 a 1982 morou junto com seu primeiro namorado, o cantor Zé Renato. Em 1983 foi viver junto com o ator Paulo José. A união conjugal terminou em 1986. No mesmo ano iniciou um namoro com o ator Thales Pan Chacon. Ela sabia que ele era portador do vírus HIV, e mesmo assim decidiu manter uma união estável com o mesmo, cuidando-se para não ser infectada. O casal morou junto até 1992, quando separaram-se amigavelmente. O ator faleceu em 1997, vítima de pneumonia, por ter desenvolvido AIDS.
Após manter relacionamentos casuais, em 2000 assumiu estar namorando com o cineasta João Jardim. No mesmo ano foram viver juntos. Em 2003, de parto cesariana, no Rio de Janeiro, nasceu seu único filho, Antônio Camurati Jardim. Em entrevistas revelou que tinha planos de ter filho mais tarde porque adiou a maternidade devido a sua carreira artística, e que pelo fato de sua mãe ter dezessete anos quando a atriz nasceu, e ter visto as diversas privações que sua mãe passou por isso, Carla optou por ter filho depois de ser financeiramente independente. Informou que pensava em ter filhos depois dos trinta, e não imaginaria que o momento certo para a maternidade ter espaço em sua vida só chegaria após os quarenta. A artista separou-se amigavelmente do pai de seu filho em 2014. Não assumiu mais nenhum relacionamento sério para a mídia desde a separação, e eventualmente é vista acompanhada de homens anônimos e famosos.

## Filmografia

### Cinema

#### Como diretora
| Ano  | Título                                                      | Notas          |
| ---- | ----------------------------------------------------------- | -------------- |
| 1987 | A Mulher Fatal Encontra o Homem Ideal                       |                |
| 1990 | Bastidores                                                  | Curta-metragem |
| 1995 | Carlota Joaquina, Princesa do Brazil                        |                |
| 1996 | Antônio Carlos Gomes                                        |                |
| 1998 | La serva padrona                                            |                |
| 2001 | Copacabana                                                  |                |
| 2003 | O Ovo                                                       | Curta-metragem |
| 2006 | Irma Vap - O Retorno                                        |                |
| 2021 | 8 Presidentes 1 Juramento - A História De Um Tempo Presente |                |

#### Como produtora
| Ano  | Título                                          |
| ---- | ----------------------------------------------- |
| 2004 | Espelho D'água: uma Viagem no Rio São Francisco |
| 2014 | Getúlio                                         |

#### Como atriz
| Ano  | Título                                         | Personagem             | Notas          |
| ---- | ---------------------------------------------- | ---------------------- | -------------- |
| 1981 | O Olho Mágico do Amor                          | Vera Maria Gatta       |                |
| 1983 | Onda Nova                                      | Rita                   |                |
| 1984 | A Estrela Nua                                  | Glória                 |                |
| 1984 | A Mulher do Atirador de Facas                  | Violeta                | Curta-metragem |
| 1985 | Os Bons Tempos Voltaram: Vamos Gozar Outra Vez | Soninha                |                |
| 1986 | Cidade Oculta                                  | Shirley Sombra         |                |
| 1987 | A Mulher Fatal Encontra o Homem Ideal          | Mulher fatal           | Curta-metragem |
| 1987 | Eternamente Pagu                               | Patrícia Galvão (Pagu) |                |
| 1991 | O Corpo                                        | Monique                |                |
| 1994 | Lamarca                                        | Iara                   |                |
| 2017 | Liberdade de Gênero                            | Ela mesma              | Documentário   |

### Televisão
| Ano     | Título                     | Personagem                                    | Nota                         | Emissora      |
| ------- | -------------------------- | --------------------------------------------- | ---------------------------- | ------------- |
| 1981    | Brilhante                  | Sônia Newmann                                 |                              | Rede Globo    |
| 1982    | Sol de Verão               | Olívia Mendes                                 |                              | Rede Globo    |
| 1983    | Cometa Loucura             | Apresentadora                                 |                              | Rede Globo    |
| 1983    | Vídeo Show                 | Apresentadora                                 |                              | Rede Globo    |
| 1983    | Champagne                  | Bárbara                                       |                              | Rede Globo    |
| 1984    | Livre para Voar            | Maria Isabel Jardim Julião (Bebel) / Cristina |                              | Rede Globo    |
| 1985    | O Tempo e o Vento          | Luzia / Teiniaguá                             |                              | Rede Globo    |
| 1988    | Fera Radical               | Marília Orsini                                |                              | Rede Globo    |
| 1989    | Pacto de Sangue            | Aymée de Carvalho                             |                              | Rede Globo    |
| 1990    | Fronteiras do Desconhecido | Virgínia                                      | Episódio: "Adelino"          | Rede Manchete |
| 1990    | Brasileiras e Brasileiros  | Catarina                                      |                              | SBT           |
| 1991    | Você Decide                | Marília                                       | Episódio: "A Louca"          | Rede Globo    |
| 1991    | Você Decide                | Lisa                                          | Episódio: "Palavras de Amor" | Rede Globo    |
| 1991–93 | Grande Pai                 | Priscila                                      |                              | SBT           |

## Teatro
Como diretora
- 1997 - La serva padrona, de Giovanni Battista Pergolesi (ópera - teatro)
- 1999 - Rainha da Beleza, de Leenane (teatro)
- 1999 - Madame Butterfly de Giacomo Puccini (ópera - teatro)
- 2001 - Carmen de Georges Bizet (ópera - teatro)
- 2003 - O Barbeiro de Sevilha, de Gioacchino Rossini (ópera - teatro)
- 2004 - Madame Butterfly, de Giacomo Puccini (viagem com a ópera - teatro)
- 2007 - Rita, de Donizetti (ópera - teatro)

## Prêmios e indicações
| Ano  | Prêmio                                  | Categoria                          | Nomeações                            | Resultado |
| ---- | --------------------------------------- | ---------------------------------- | ------------------------------------ | --------- |
| 1982 | Festival de Cinema de Gramado           | Melhor Atriz Coadjuvante           | O Olho Mágico do Amor                | Venceu    |
| 1982 | Prêmio Governador do Estado (São Paulo) | Melhor Atriz Coadjuvante           | O Olho Mágico do Amor                | Venceu    |
| 1983 | Troféu APCA                             | Melhor Atriz                       | O Olho Mágico do Amor                | Venceu    |
| 1985 | Festival de Cinema de Gramado           | Melhor Atriz (prêmio do júri)      | Estrela Nua                          | Venceu    |
| 1985 | Prêmio Governador do Estado (São Paulo) | Melhor Atriz                       | Estrela Nua                          | Venceu    |
| 1985 | Troféu Molière de Cinema                | Melhor Atriz                       | Estrela Nua                          | Venceu    |
| 1986 | Troféu APCA                             | Melhor Atriz                       | Estrela Nua                          | Venceu    |
| 1988 | Festival de Cinema de Natal             | Melhor Atriz                       | Eternamente Pagu                     | Venceu    |
| 1988 | Festival de Cinema de Gramado           | Melhor Atriz                       | Eternamente Pagu                     | Venceu    |
| 1996 | Prêmio Guarani de Cinema Brasileiro     | Melhor Direção                     | Carlota Joaquina, Princesa do Brasil | Indicado  |
| 1996 | Prêmio Guarani de Cinema Brasileiro     | Melhor Roteiro                     | Carlota Joaquina, Princesa do Brasil | Indicado  |
| 2002 | Prêmio Guarani de Cinema Brasileiro     | Melhor Roteiro Original            | Copacabana                           | Indicado  |
| 2006 | Miami Brazilian Film Festival           | Melhor Filme                       | Irma Vap - O Retorno                 | Venceu    |
| 2007 | Grande Prêmio do Cinema Brasileiro      | Melhor Roteiro Adaptado            | Irma Vap - O Retorno                 | Indicado  |
| 2015 | CinEuphoria Internetional Awards        | Melhor Filme (competição nacional) | Getúlio                              | Indicado  |
| 2019 | Festival de Cinema de Gramado           | Troféu Eduardo Abelin              | Homenagem                            | Venceu    |